# Vendelín Budil
 Vendelín Budil  (ur. 19 października 1847 w Pradze, zm. 26 marca 1928 w Pilźnie) – czeski aktor, reżyser, historyk teatralny i tłumacz.

## Życiorys
W latach 1887–1900 kierował własną grupą teatralną, 1902–12 dyrektor Teatru Miejskiego w Pilźnie.
Inscenizator cyklu dzieł J.K. Tyla, twórczości dramatycznej Aloisa Jiráseka, Jaroslava Vrchlickiego, Juliusza Zeyera oraz Williama Szekspira.
Wychowawca szeregu wybitnych aktorów czeskich (Václav Vydra, Bohuš Zakopal, Miloš Nový, Rudolf Deyl starszy, Bedřich Karen, Eduard Kohout, Otýlie Beníšková, Terezie Brzková).
Autor pamiętników Z mých hereckých vzpomínek (1919–23) oraz Z mých ředitelských vzpomínek (1920).

## Role teatralne
- Macbeth (William Shakespeare, 1874)
- Król Lear (William Shakespeare, 1878, 1885, 1904)
- Richard III (William Shakespeare, 1902)
- Cyrano de Bergerac (Edmond Rostand, 1902)
- Jan Žižka (Alois Jirásek, 1903)